# Makhu
Makhu è una suddivisione dell'India, classificata come nagar panchayat, di 12.173 abitanti, situata nel distretto di Ferozepur, nello stato federato del Punjab. In base al numero di abitanti la città rientra nella classe IV (da 10.000 a 19.999 persone).

## Geografia fisica
La città è situata a 31° 6' 12 N e 74° 59' 52 E e ha un'altitudine di 200 m s.l.m..

## Società

### Evoluzione demografica
Al censimento del 2001 la popolazione di Makhu assommava a 12.173 persone, delle quali 6.362 maschi e 5.811 femmine. I bambini di età inferiore o uguale ai sei anni assommavano a 1.707, dei quali 918 maschi e 789 femmine. Infine, coloro che erano in grado di saper almeno leggere e scrivere erano 7.397, dei quali 4.132 maschi e 3.265 femmine.